# Mer de Sulu
La mer de Sulu ou mer de Jolo est une mer intérieure de l'Insulinde située au sud-ouest des Philippines et au nord-est de la Malaisie orientale. Elle couvre une superficie d'environ 348 000 km2. Au nord-ouest, elle est séparée de la mer de Chine méridionale par l'île de Palawan et au sud-est de la mer de Célèbes par l'archipel de Sulu. Bornéo est située au sud-ouest tandis que Mindoro et l'archipel des Visayas sont au nord-est.
Avec la mer de Célèbes au sud, elle est le lieu d'un intense trafic d'êtres humains, d'armes et de drogue. Des coopérations transfrontalières entre la Malaisie et les Philippines ont pour objectif d'atténuer ces trafics, mais aussi de conservation d'une biodiversité et de massifs coralliens importants. Les forces américaines surnomment cette zone maritime T3 pour « Terrorist Transit Triangle ». Plusieurs groupes terroristes sont au cœur d'un vaste réseau de trafics comme les islamistes séparatistes des Philippines à culture dominante catholique depuis l'arrivée des Espagnols à la période moderne, puis des Américains au XXe siècle.

## Géographie

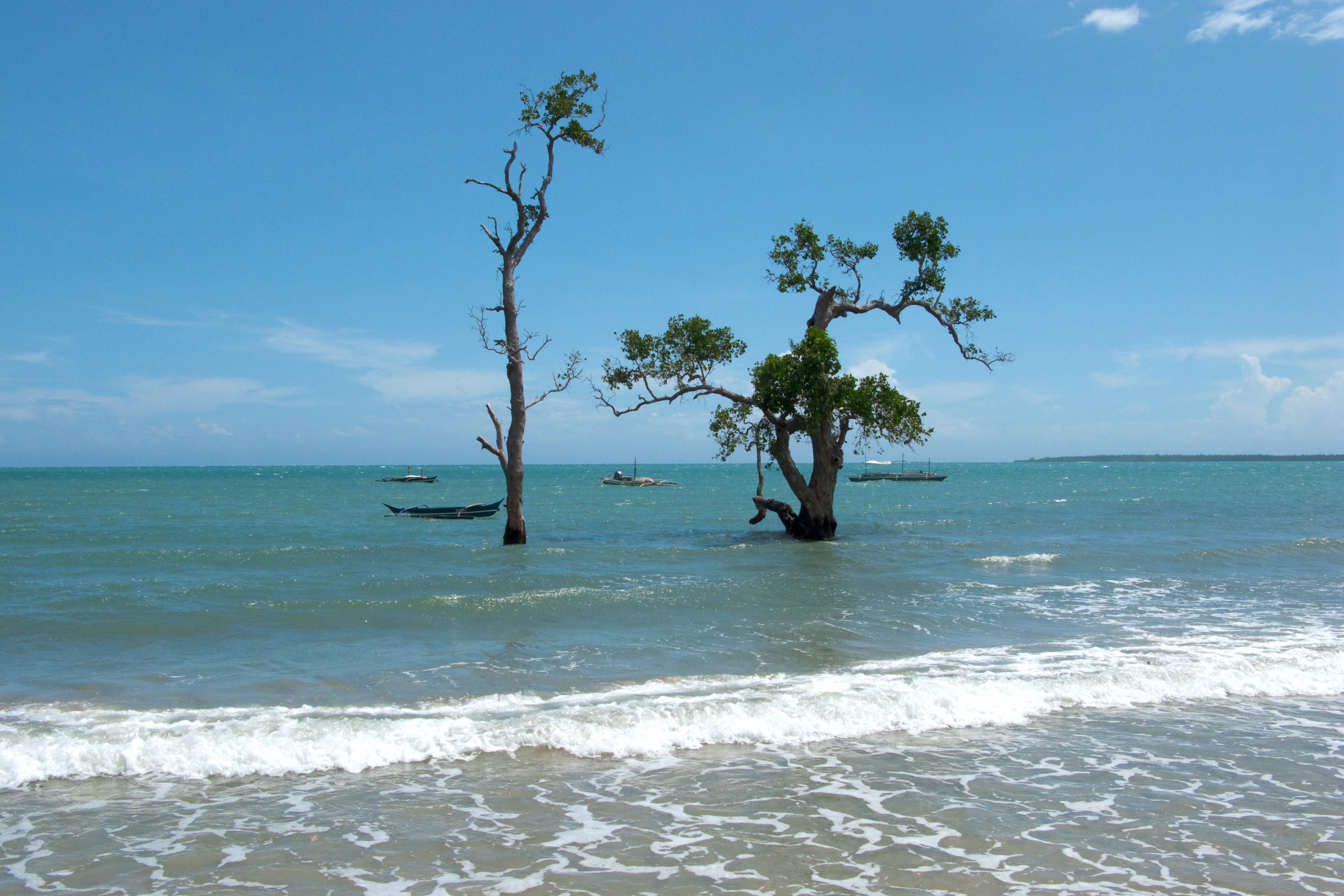
Vue de la mer de Sulu depuis Palawan.

L'Organisation hydrographique internationale définit les limites de la mer de Sulu de la façon suivante :
- Au nord-ouest: Depuis le tanjong Sempang Mangayau (7° 02′ 14″ N, 116° 44′ 32″ E), la pointe nord de Bornéo, de là une ligne jusqu'aux pointes occidentales de Balabac Great Reefs (8° 01′ 45″ N, 116° 54′ 06″ E)  et de l'île de Secam, puis par la pointe ouest de l'île Bancalan (8° 14′ 41″ N, 117° 04′ 46″ E) jusqu'au cap Buliluyan (8° 19′ 47″ N, 117° 11′ 24″ E), la pointe sud-ouest de Palawan, le long de cette île jusqu'à Cabuli Point (11° 25′ 06″ N, 119° 29′ 56″ E), son extrémité septentrionale, de là jusqu'à la pointe nord-ouest de l'île Busuanga (12° 19′ 49″ N, 119° 53′ 40″ E) puis jusqu’au cape Calavite (13° 26′ 42″ N, 120° 17′ 56″ E), la pointe nord-ouest de Mindoro.

- Au nord-est: La côte sud-ouest de Mindoro jusqu’à Buruncan Point (12° 12′ 26″ N, 121° 14′ 39″ E), son extrémité méridionale, de là une ligne à travers les îles Semirara et Caluya jusqu’à Nasog Point (11° 53′ 56″ N, 121° 53′ 06″ E), l’extrémité nord-ouest de Panay, le long des côtes ouest et sud-est de cette île jusqu’à l'île de Tagubanhan (11° 08′ 31″ N, 123° 09′ 07″ E), de là une ligne jusqu’à l’extrémité septentrionale de Negros et par sa côte ouest jusqu’à  Siaton Point (9° 02′ 18″ N, 123° 00′ 57″ E), son extrémité méridionale, et de là traversant jusqu’à Tagolo Point (8° 43′ 32″ N, 123° 22′ 45″ E), à Mindanao.

- Au sud-est: Depuis Tagolo Point, descendant  la côte ouest de Mindanao jusqu’à son extrémité sud-ouest,  de là jusqu’à la côte nord de l’île Basilan (6° 45′ 04″ N, 122° 03′ 45″ E), à travers cette île jusqu’à son extrémité méridionale, de là une ligne jusqu’à l'île Bitinan (6° 04′ 35″ N, 121° 27′ 09″ E) au large de l’extrémité orientale de l’île de Jolo, à travers Jolo jusqu’à un point de 121°04'E de longitude sur sa côte sud, de là à travers les îles Tapul (5° 45′ 34″ N, 120° 54′ 41″ E) et Lugus,  ensuite le long de la côte nord-ouest de l'île Tawi Tawi, puis de celle de Sanga-Sanga jusqu’à son extrémité ouest (Bukut Point) (5° 02′ 22″ N, 119° 44′ 23″ E), de là jusqu'à l'île de Bongao (5° 00′ 20″ N, 119° 44′ 42″ E),  et de là jusqu’au tanjong Labian (5° 08′ 22″ N, 119° 12′ 50″ E), l’extrémité nord-est de Bornéo.

- Au sud-ouest: La côte nord de Bornéo entre le tanjong Labian et le tanjong Sempang Mangayau.

De nombreuses îles sont situées dans la mer de Sulu. Les îles Cuyo et l'île Cayagan de Sulu font partie de la province de Palawan alors que l'île de Mapun et les Turtles Islands font partie de la province de Tawi-Tawi. Le récif de Tubbataha, qui fait partie du patrimoine mondial de l'UNESCO, est situé dans la mer de Sulu. Une profonde dépression est située au sud de la mer, qui remonte en pente vers la barrière des îles Palawan. Une grande chaîne montagneuse sous-marine est présente en face des Palawan. Cette chaîne a favorisé la création en surface d'atolls et de récifs à de faibles profondeurs. Politiquement, la province de Sulu consiste en 400 îles qui vont de la péninsule de Zamboanga à l'île de Bornéo. Ces îles forment l'archipel de Sulu et s'étendent jusque dans la mer de Célèbes. La région est riche en bois, néanmoins l'économie repose surtout sur la pêche ainsi que sur la production de perles. Les ressortissants de ces îles pêchent traditionnellement une espèce de tortues marines en voie d'extinction.

## Climat
Le climat de la mer de Sulu est marqué par la mousson : la mousson venue du sud-ouest de juin à octobre et celle venue du Nord-est de décembre à juin. La température moyenne oscille entre 26 et 27 °C. Traditionnellement, février est le mois le plus froid et les températures les plus hautes sont mesurées entre mai et août, assorties d'une hygrométrie d'environ 86 %. C'est pendant les mois de janvier et avril que le taux d'hygrométrie est le plus faible.

## Dans la culture populaire
Le personnage de Star Trek, Hikaru Sulu, tire son nom de cette mer.